# Калякин, Сергей Георгиевич
Серге́й Гео́ргиевич Каля́кин — советский и российский физик. Исполняющий обязанности генерального директора Физико-энергетического института (2012—2013).

## Биография
Российский физик, специалист по безопасности атомных электростанций. Окончил аспирантуру в Ленинградском технологическом институте, работал в Физико-энергетическом институте в Обнинске. С 1994 — начальник лаборатории Теплофизического отделения ФЭИ. Обосновал пассивные системы отвода тепла для реактора ВВЭР-640, исследовал работу устройства для локализации расплава активной зоны для АЭС «Куданкулам», исследовал пароциркониевую реакцию, которая возникает в активной зоне в случае аварии и приводит к выделению большого количества водорода. Обосновал пассивные системы безопасности реактора ВВЭР Нововоронежской АЭС-2. Создал крупнейший в России комплекс экспериментальных стендов для исследования пассивных систем безопасности АЭС. Инициатор и организатор системы водородной безопасности АЭС. Председатель оргкомитета научно-технической конференции «Теплофизика».
2012—2013 — и. о. директора Физико-энергетического института имени А. И. Лейпунского (ФГУП «ГНЦ РФ — ФЭИ»).
Противостоял ЗАО «Наука и инновации» (ЗАО «НиИ»), в задачу которого входило акционирование института и продажа его непроизводственных активов. Отказался от заключения договора с ЗАО «НиИ», по которому ФЭИ должен был выплачивать в пользу ЗАО «НиИ» 3 % от своих доходов за «координацию активов и научно-исследовательской деятельности».
Доктор технических наук (2007). Ветеран атомной отрасли (2013).

### Арест
26 ноября 2013 года арестован по обвинению в хищениях и помещён в СИЗО-1 «Матросская тишина», откуда впоследствии переведён в СИЗО-2 «Бутырская тюрьма», где находился продолжительное время, ожидая апелляции приговора, вынесенного 18.08.2015. Арест вызвал недоумение и большой отклик научной общественности — за Калякина поручились более 700 учёных, в том числе академик РАН Юрий Рыжов. В защиту Калякина выступили правозащитники, в том числе Лев Пономарёв.

### Суд
18 августа 2015 года федеральный судья Чепрасова Наталья Викторовна (Замоскворецкий районный суд города Москвы) приговорила Сергея Калякина к 7 годам лишения свободы в колонии общего режима и 700 тысячам рублей штрафа за «мошенничество в особо крупном размере» (ст. 159, ч. 4 УК РФ). Приговор Калякину вызвал неодобрение в научном сообществе: против приговора и в защиту Калякина выступили Сергей Спиченков, заместитель председателя Совета ветеранов ФЭИ, Анастасия Трошина, начальник международного отдела ФЭИ, Анатолий Иванов, и. о. председателя обнинского отделения Ядерного общества России. Приговор обжалован защитой Калякина.
19 декабря 2016 года Сергей Георгиевич Калякин отпущен Сухиничским районным судом на свободу в соответствии со статьёй 80 УК РФ (замена неотбытой части уголовного наказания на более мягкое; в данном случае — денежный штраф). Как сообщили члены Общественной наблюдательной комиссии Калужской области Ал. Мосеев и Ан. Чейченец, суд состоялся на территории колонии. Всего Сергей Георгиевич пробыл в заключении 1100 дней.

### Смерть
16 декабря 2023 года умер на 61 году жизни. Похороны состоялись в Траурном зале ЦМСЧ № 8 20 декабря 2023 г. в 11:00.

### Семья
- Жена — Татьяна Семёновна Калякина (р. 1964).
- Дети:
  - Дмитрий Сергеевич Калякин (р. 1984).
  - Алёна Сергеевна Калякина (р. 1992).

## Научные труды

### Публикации 2013—2014 годов
- Kalyakin, S.G., Sorokin, A.P., Pivovarov, V.A., Pomet’ko, R.S., Selivanov, Y.F, Morozov, A.B., Remizov, O.V. Experimental Research on Thermophysical Processes for Safety Validation of new-Generation Vver/ Atomic Energy (2014) Volume 116, Issue 4, pp. 293—299 DOI: 10.1007/s10512-014-9856-6
- Sorokin, A.P., Kalyakin, S.G., Kozlov, F.A., Alekseev, V.V., Bogoslovskaya, G.P., Ivanov, A.P., Konovalov, M.A., Morozov, A.V., Orlova, E.A., Stogov, V.Y High-Temperature Nuclear Energy Technology Based on Sodium-Cooled Fast Reactors for Hydrogen Production / Atomic Energy (2014) Volume 116, Issue 4, pp. 241—251 DOI 10.1007/s10512-014-9849-5
- Goverdovskii, A.A., Kalyakin, S.G. , Rachkov, V.I. The alternative strategies of the development of the nuclear power industry in the 21st century/Thermal Engineering (2014), Volume 61, Issue 5, pp 319—326, DOI: 10.1134/S0040601514050048
- Rachkov, V.I., Kalyakin, S.G., Kukharchuk, O.F., Orlov, Yu.I., Sorokin, A.P. From the first nuclear power plant to fourth-generation nuclear power installations [on the 60th anniversary of the World’s First nuclear power plant]/ Thermal Engineering (2014), Volume 61, Issue. 5, pp. 327—336 DOI: 10.1134/S0040601514050073
- Rachkov, V.I., Arnol’Dov, M.N., Efanov, A.D., Kalyakin, S.G., Kozlov, F.A., Loginov, N.I., Orlov, Y.I., Sorokin, A.P. Use of liquid metals in nuclear and thermonuclear engineering, and in other innovative technologies/Thermal Engineering (2014), Volume 61, Issue 5, pp. 337—347 DOI: 10.1134/S0040601514050085
- Alekseev, V.V., Kovalev, Yu.P., Kalyakin, S.G., Kozlov, F.A., Kumaev, V.Ya., Kondrat’Ev, A.S., Matyukhin, V.V., Pirogov, E.P., Sergeev, G.P., Sorokin, A.P., Torbenkova, I.Yu Sodium coolant purification systems for a nuclear power station equipped with a BN-1200 reactor/ Thermal Engineering (English translation of Teploenergetika) (2013) Volume 60, Issue 5 , pp. 311—322 DOI: 10.1134/S0040601513050017
- В. И. Рачков, С. Г. Калякин. Инновационная ядерная энерготехнология — основа крупномасштабной ядерной энергетики.
- В. И. Рачков, А. Д. Ефанов, А. В. Жуков, С. Г. Калякин, А. П. Сорокин. Теплогидравлические исследования ЯЭУ (к 60-летию пуска первой АЭС).
- С. Г. Калякин, А. П. Сорокин, Ф. А. Козлов, В. В. Алексеев, С. И. Щербаков. Исследования в обоснование встроенной в бак реактора системы очистки натрия.
- Д. Г. Зарюгин, С. Г. Калякин, С. Т. Лескин, А. Н. Опанасенко, А. П. Сорокин. Расчётно-экспериментальные исследования теплогидравлических характеристик в баке быстрого реактора на интегральной модели САРХ в различных режимах работы установки.

### Публикации прошлых лет
- Efanov, A.D., Kalyakin, S.G., Sorokin, A.P Thermophysical studies for validating new-generation nuclear-reactor designs/ Atomic Energy (2012) Volume 112, Issue 1, pp. 14-20 DOI: 10.1007/s10512-012-9518-5
- Poplavksii, V.M., Efanov, A.D., Zhukov, A.V., Kalyakin, S.G., Sorokin, A.P., Yuriev, Y.S Thermohydraulic studies of sodium-cooled reactor facilities/ Atomic Energy, (2010) Volume 108, Issue 4, pp. 296—302 DOI: 10.1007/s10512-010-9292-1
- Kopytov, I.I., Kalyakin, S.G., Berkovich, V.M., Morozov, A.V., Remizov, O.V. Experimental investigation of non-condensable gases effect on novovoronezh NPP-2 steam generator condensation power under the condition of passive safety systems operation/International Conference on Nuclear Engineering, Proceedings, ICONE Volume 2, 2009, pp. 735—743 DOI: 10.1115/ICONE17-75942
- Efanov, A.D., Kalyakin, S.G., Morozov, A.V., Remizov, O.V., Tsyganok, A.A., Generalov, V.N., Berkovich, V.M., Taranov, G.S. Experimental investigation of non-condensable gases effect on operation of VVER steam generator in condensation mode/ International Conference on Advances in Nuclear Power Plants, ICAPP 2008, Volume 1, 2008, pp. 102—109
- Efanov, A.D., Kalyakin, S.G., Morozov, A.V., Remizov, O.V., Tsyganok, A.A., Generalov, V.N., Berkovich, V.M., Taranov, G.S. Investigation of operation of VVER steam generator in condensation mode at the large-scale test rig/International Conference on Nuclear Engineering, Proceedings, ICONE, Volume 4, 2008, pp. 793—799 DOI: 10.1115/ICONE16-48842
- Berkovich, V.M., Korshunov, A.S., Taranov, G.S., Kalyakin, S.G., Morozov, A.V., Remizov, O.V. Development and validation of a technology for removal of noncondensing gases to ensure the operability of a passive heat removal system/Atomic Energy, Volume 100, Issue 1, (2006), pp. 14-19 DOI: 10.1007/s10512-006-0043-2
- Kalyakin, S.G., Tsyganok, A.A., Taranov, G.S., Grigor’ev, M.M. Measurement of the characteristics of the ventilation pipe of the filtration system for the steam-gas medium of a nuclear power plant/ Atomnaya Energiya Volume 97, (2008) Issue 2, 2004, pp. 152—155
- Kalyakin, S.G., Klimanova, Yu.V., Remizov, O.V., Serdun, N.P. Structure of a vapor-water flow and characteristic features of its separation in large-diameter channels/ Heat Transfer Research Volume 35, Issue 1-2, 2004, Pages 92-98 DOI: 10.1615/HeatTransRes.v35.i12.120
- Kalyakin, S.G., Tsyganok, A.A., Taranov, G.S., Grigor’ev, M.M. Special features of steam-gas flow through a crack in the protective envelope of a nuclear power plant/ Atomnaya Energiya, Volume 97, Issue 5, 2004, Pages 333—338
- Kalyakin, S.G., Tsyganok, A.A., Taranov, G.S., Grigor’ev, M.M. Special features of steam-gas flow through a crack in the protective envelope of a nuclear power plant/ Atomic Energy, Volume 97, Issue 5, November 2004, Pages 744—749 DOI: 10.1007/s10512-004-0002-8
- Kalyakin, S.G., Tsyganok, A.A., Taranov, G.S., Grigor’ev, M.M. An experimental investigation of heat transfer in an air-to-air heat exchanger/ Teploenergetika, Issue 8, 2004, Pages 23-26
- Kalyakin, S.G.a, Tsyganok, A.A.a, Taranov, G.S.b, Grigor’ev, M.M. An experimental investigation of heat transfer in an air-to-air heat exchanger/Thermal Engineering (English translation of Teploenergetika) Volume 51, Issue 8, August 2004, Pages 620—624
- Kalyakin, S.G., Tsyganok, A.A., Taranov, G.S., Grigor’ev, M.M. Measurement of the characteristics of the ventilation pipe of the filtration system for the steam-gas medium of a nuclear power plant/Atomic Energy Volume 97, Issue 2, August 2004, Pages 583—586 DOI: 10.1023/B:ATEN.0000047686.31470.41
- Bezlepkin, V.V., Kalyakin, S.G., Opanasenko, A.N. Stratified one- and two-phase flows in horizontal tubes and tank-tube systems/Atomnaya Energiya, Volume 95, Issue 2, 2003, Pages 98-102